# Eastern Indoor Soccer League
La Eastern Indoor Soccer League (EISL) fou una competició futbolística professional indoor disputada per clubs dels Estats Units que estigué activa entre 1997 i 1998. Hi participaren clubs del sud-est dels Estats Units.

## Historial
Fonts:
| Temporada | Campió              | Resultat | Segon                   |
| --------- | ------------------- | -------- | ----------------------- |
| 1998      | Lafayette Swampcats | 12-9     | Baton Rouge Bombers     |
| 1999      | Lafayette Swampcats | 10-9     | Mississippi Beach Kings |